# 씨유메디칼시스템
씨유메디칼시스템(영문: CU Medical Systems, Inc.)은 대한민국의 의료기기 제조 업체다. 주요 사업은 제세동기(심장충격기) 개발, 제조 및 판매다. 2001년 12월 창립한 뒤 2011년 12월 코스닥에 상장하였다. 2002년 10월 의료기기 제조업 허가(KFDA, 식품의약품안전처)를 받았으며, 세계에서 6번째, 아시아 최초로 심장충격기를 출시했다. 2016년 1월 애플과 'VAR' 계약을 체결하였고 2017년 10월 홈 AED 시스템을 선보였다.